# Партия на японското възстановяване
Партията на японското възстановяване (на японски: 日本維新の会) е дясна националистическа политическа партия в Япония.
Тя е основана през септември 2012 година, в навечерието на общите избори, от кмета на Осака Тору Хашимото, към когото малко по-късно се присъединява губернаторът на Токио Шинтаро Ишихара.
На изборите през 2012 година партията достига второ място с 21% от гласовете и 54 от 480 места в долната камара на парламента.